# Agnes Flanagan
Agnes Flanagan (Millville, 23 dicembre 1902 – Woodland Hills, 25 aprile 1985) è stata una truccatrice, parrucchiera e attrice statunitense.

## Biografia
Celebre truccatrice e parrucchiera della Fox, di Marilyn Monroe per alcuni anni sino alla sua morte, si occupò, con l'aiuto della costumista Marjorie Plecher e del truccatore Allan Snyder della salma dell'attrice una volta morta. Venne scelta per l'occasione una parrucca bionda utilizzata in precedenza nel film Gli Spostati. 
Fu anche attrice.

## Filmografia parziale

### Addetta alle acconciature
- L'uomo proibito (1948)
- Embraceable You  (1948)
- Nodo alla gola (1948), non accreditata
- Marty vita di un timido (1955)
- Ricatto a tre giurati (1956)
- La legge del Signore (1956)
- A qualcuno piace caldo (1959)
- Gli spostati (1961)
- La notte dell'iguana (1964)
- La bisbetica domata (1967)
- Riflessi in un occhio d'oro  (1967)
- Quando muore una stella (1968)
- Sento che mi sta succedendo qualcosa  (1969)